# Zalutia
Zalutia (en árabe: الزلوطية) es una localidad del Distrito de Tiro en la Gobernación de Líbano Sur al Sur de Líbano.
Según Edward Henry Palmer, el origen etimológico sería el vocablo árabe
«Kh. Zallûtiyeh», que significa la ruina de los guijarros.  El Estudio de Palestina Occidental llevado a cabo por el Fondo para la Exploración de Palestina encontró en 1881 «grandes montones de piedras pequeñas».